# Ernesto Fatigati
Ernesto Genaro Fatigati (Buenos Aires, 7 de septiembre de 1907 - Buenos Aires, 6 de febrero de 2001) fue un militar argentino con actuación en el peronismo.

## Carrera militar
Egresado del Colegio Militar con la promoción 53 como subteniente de infantería. Eran sus compañeros de promoción los generales Eugenio Arandía, Miguel Ángel Iñíguez y Juan José Uranga.
Siempre leal al general Perón, era comandante de la 1.ª División Motorizada con asiento en los cuarteles de Palermo y contribuyó a reprimir y neutralizar el golpe militar del 16 de junio de 1955 protagonizado por la Marina.
En la ocasión, destacó su diálogo con el director de la ESMA, capitán de navío Adolfo Cordeu, en procura de evitar un enfrentamiento como el cruento combate acaecido el 4 de junio de 1943 entre las tropas del general de brigada Eduardo Ávalos y los aspirantes del capitán de navío Fidel Anadón. El director resolvió no mover su tropa y quedó inerme la ESMA.
Con la Revolución Libertadora pasó a retiro como general de brigada en octubre de 1955. Años más tarde, con el regreso de Perón, fue uno de los acompañantes del general en su viaje de retorno a la Argentina el 17 de noviembre de 1972. Más adelante, fue promovido a general de división y designado interventor en Yacimientos Petrolíferos Fiscales desde el 8 de junio de 1973 hasta su renuncia el 29 de octubre del mismo año.
Fue designado interventor federal de la provincia de Santiago del Estero desde el 8 de junio de 1973 hasta su renuncia, dada por aceptada el 14 de agosto de 1973.
Con posteridad, fue presidente de la Comisión Nacional de Homenaje Permanente al Teniente General Juan Domingo Perón.